# Sollentuna station
Sollentuna är en station i Stockholms pendeltågsnät, belägen i anslutning till Sollentuna centrum inom stadsdelen Tureberg i Sollentuna kommun. Den ligger 13,2 kilometer norr om Stockholms centralstation längs grenen mot Märsta på Ostkustbanan. Stationen har en mittplattform och två biljetthallar, som båda nås via gångtunnlar. Det är Märstagrenens mest belastade station med 10 200 påstigande en genomsnittlig vintervardag (2015).

## Historik
En station med namnet Tureberg öppnades här år 1869 på vad som då räknades som Norra stambanan. För att betona stationens betydelse som den centrala inom Sollentuna kommun (som dock har ytterligare fyra pendeltågsstationer) namnändrades den till Sollentuna 1968 i samband ombyggnad till pendeltågsstandard. År 1995 byggdes banan ut till fyra spår, där pendeltågsspåren utgör de mittersta närmast plattormen.

## Galleri

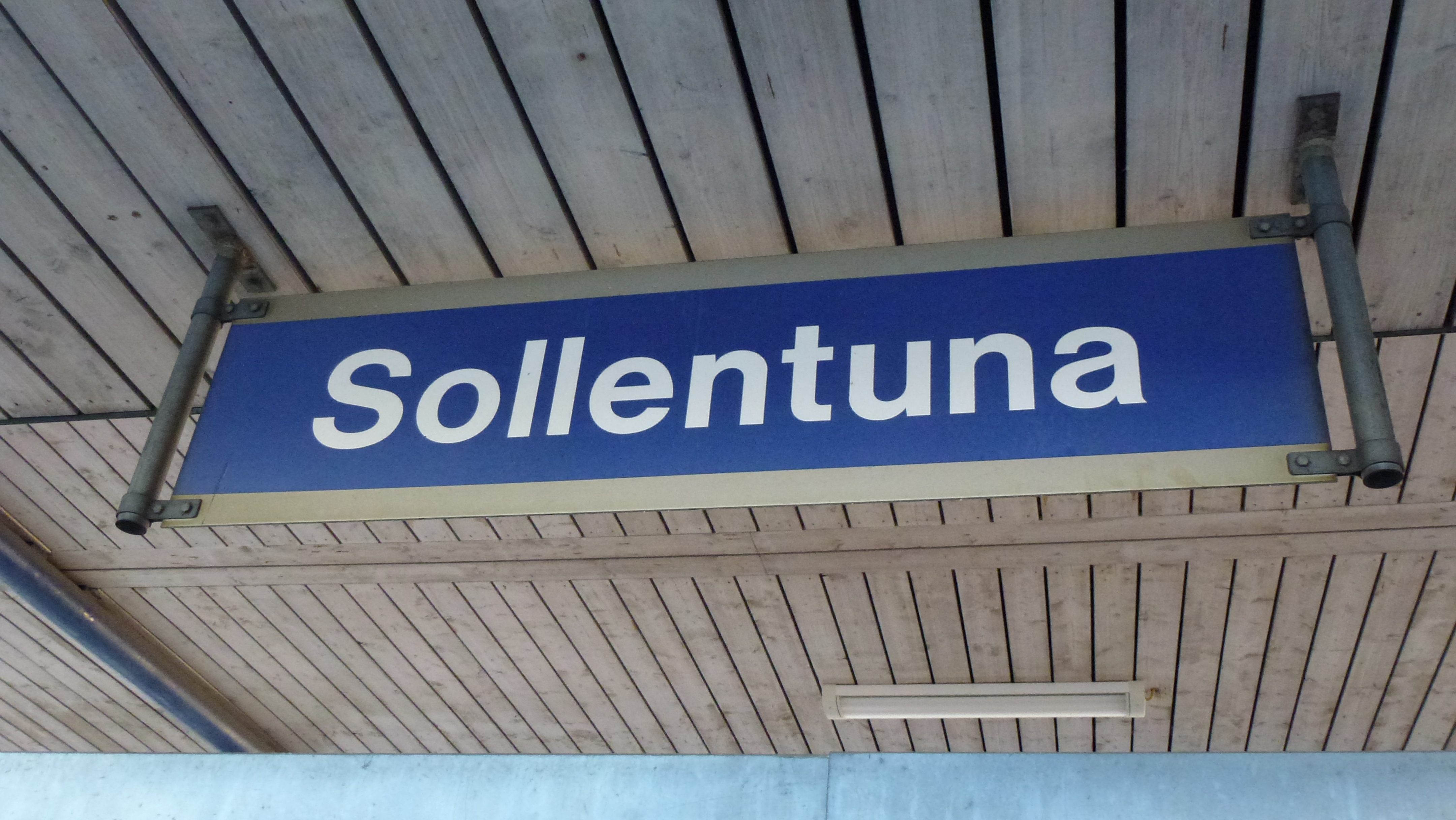
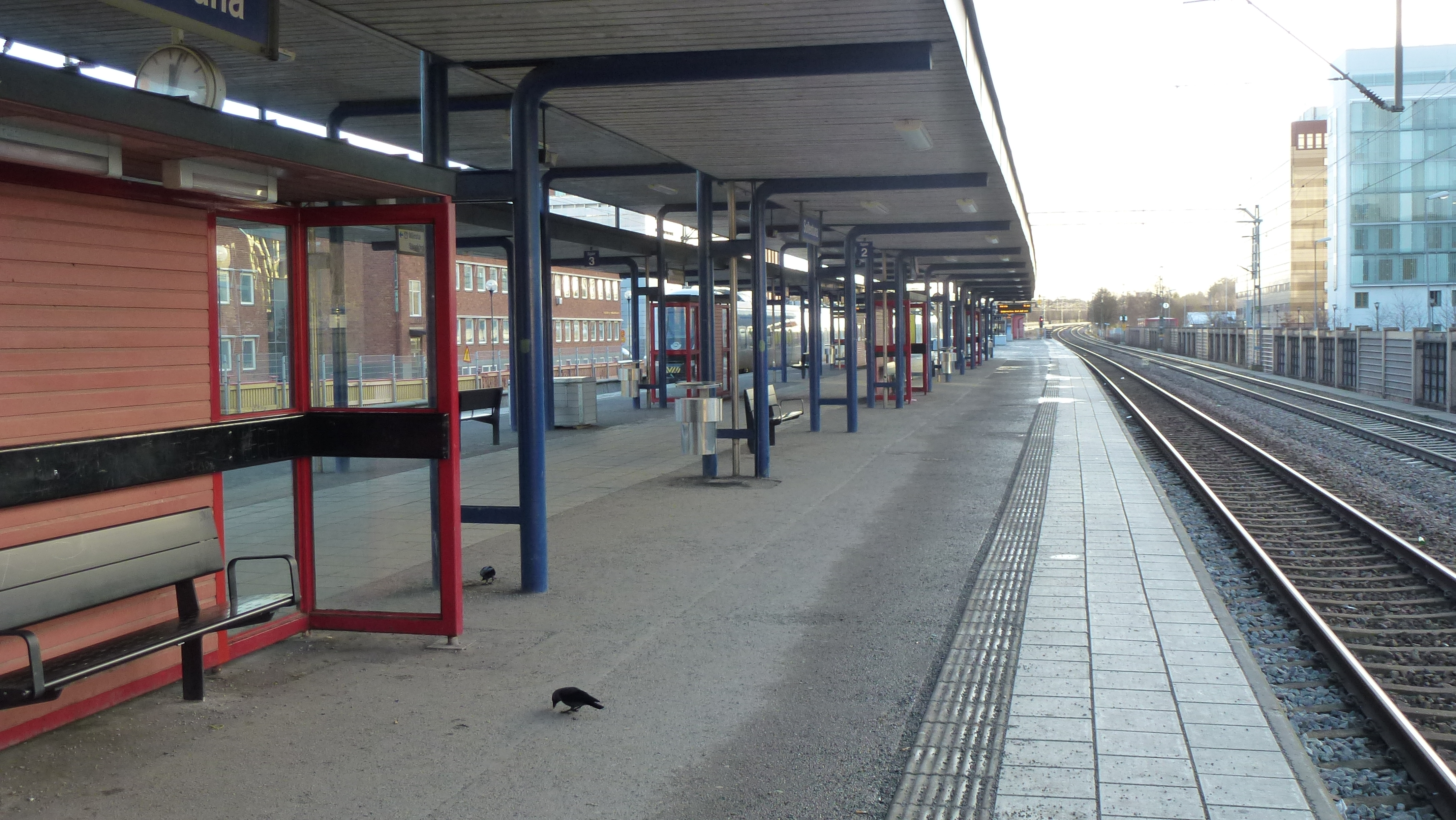
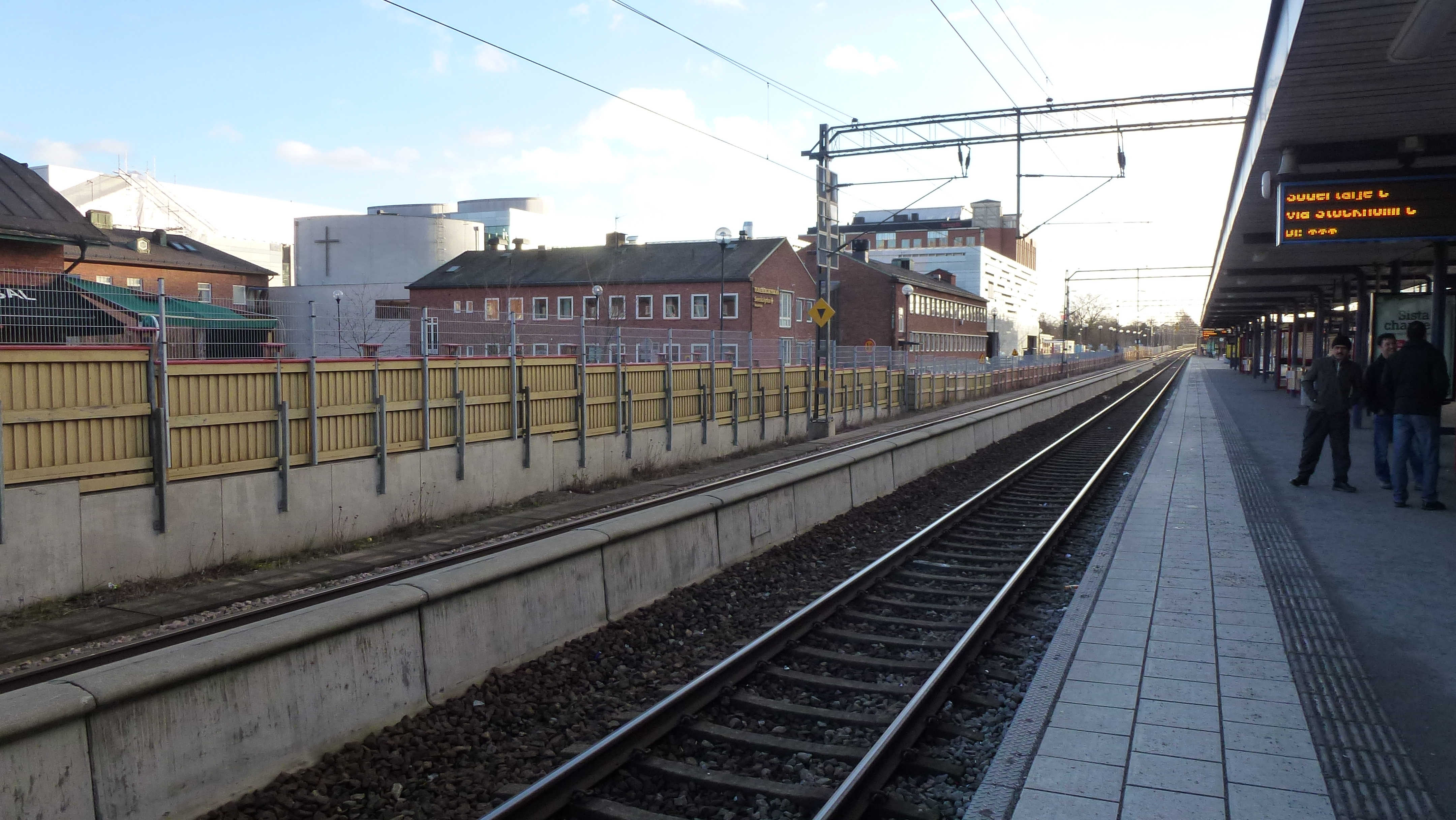
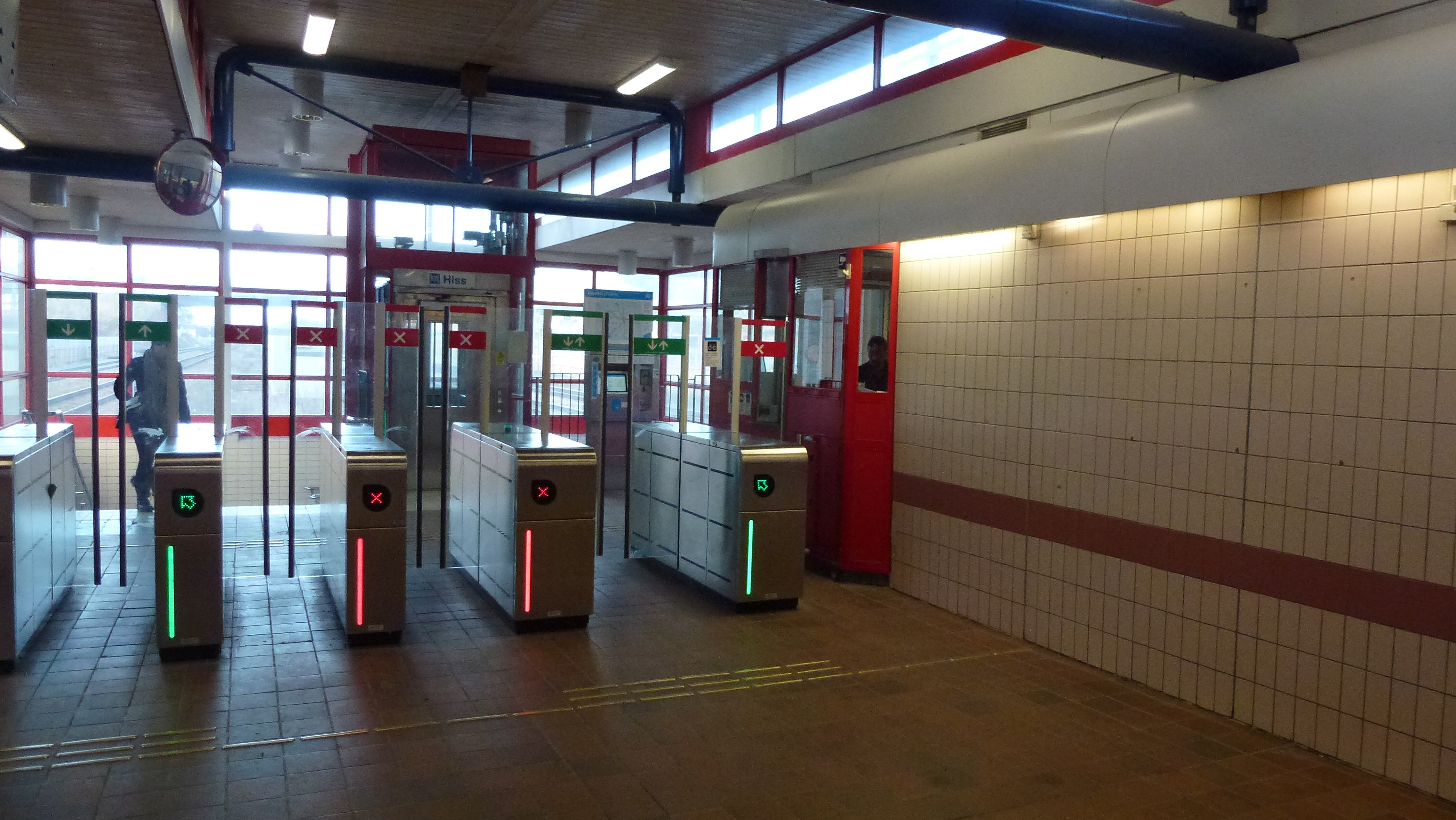
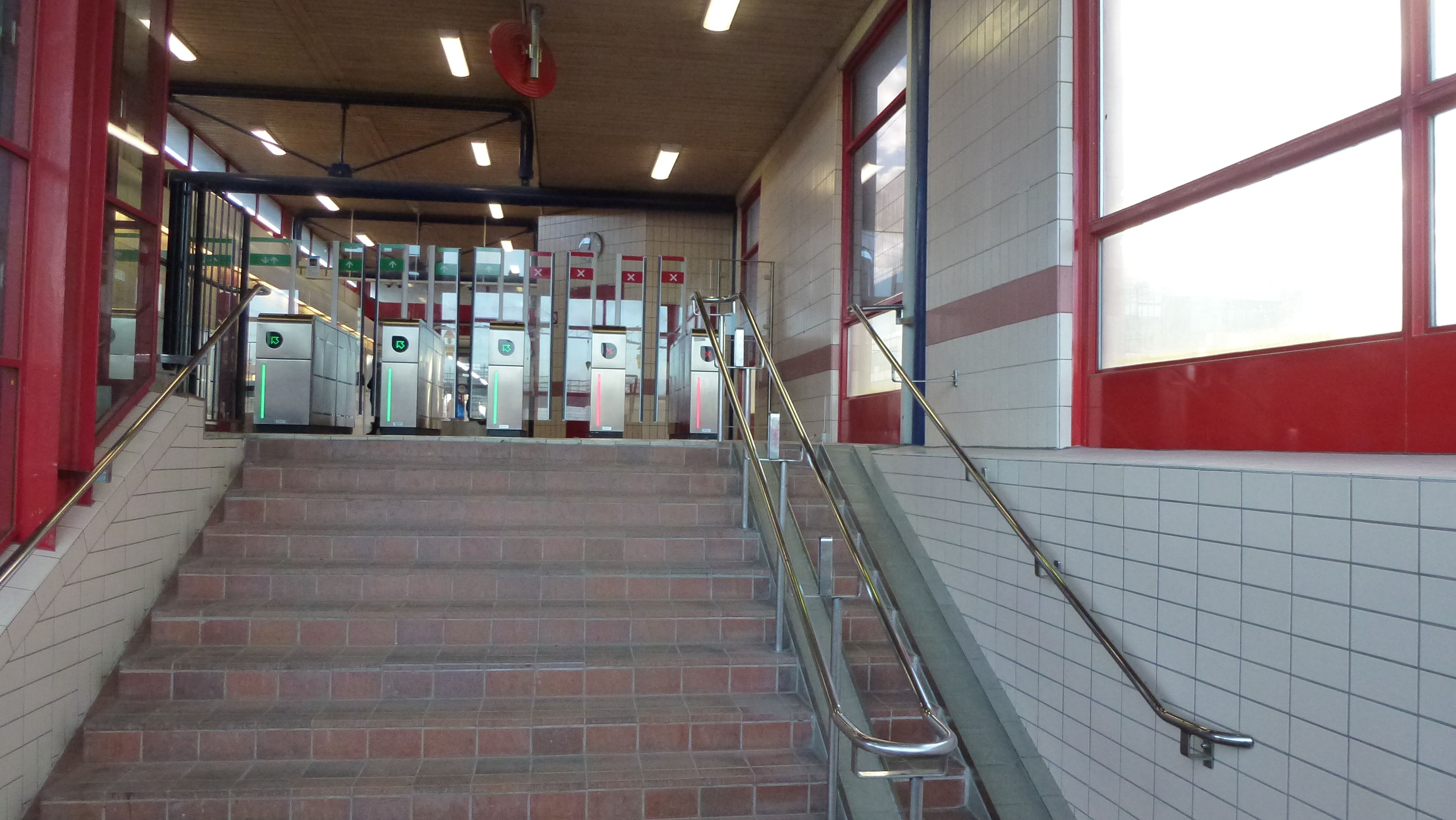
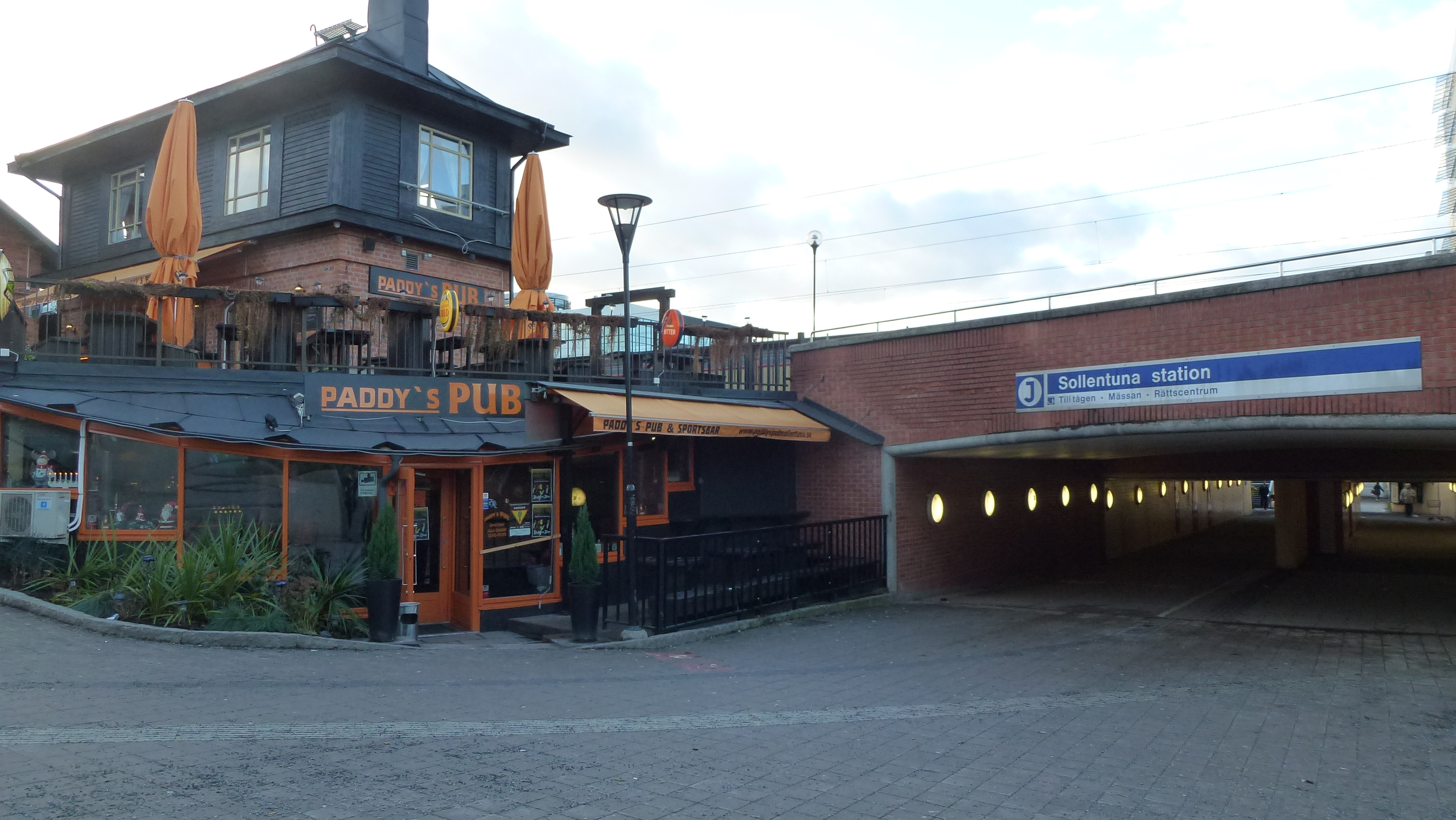
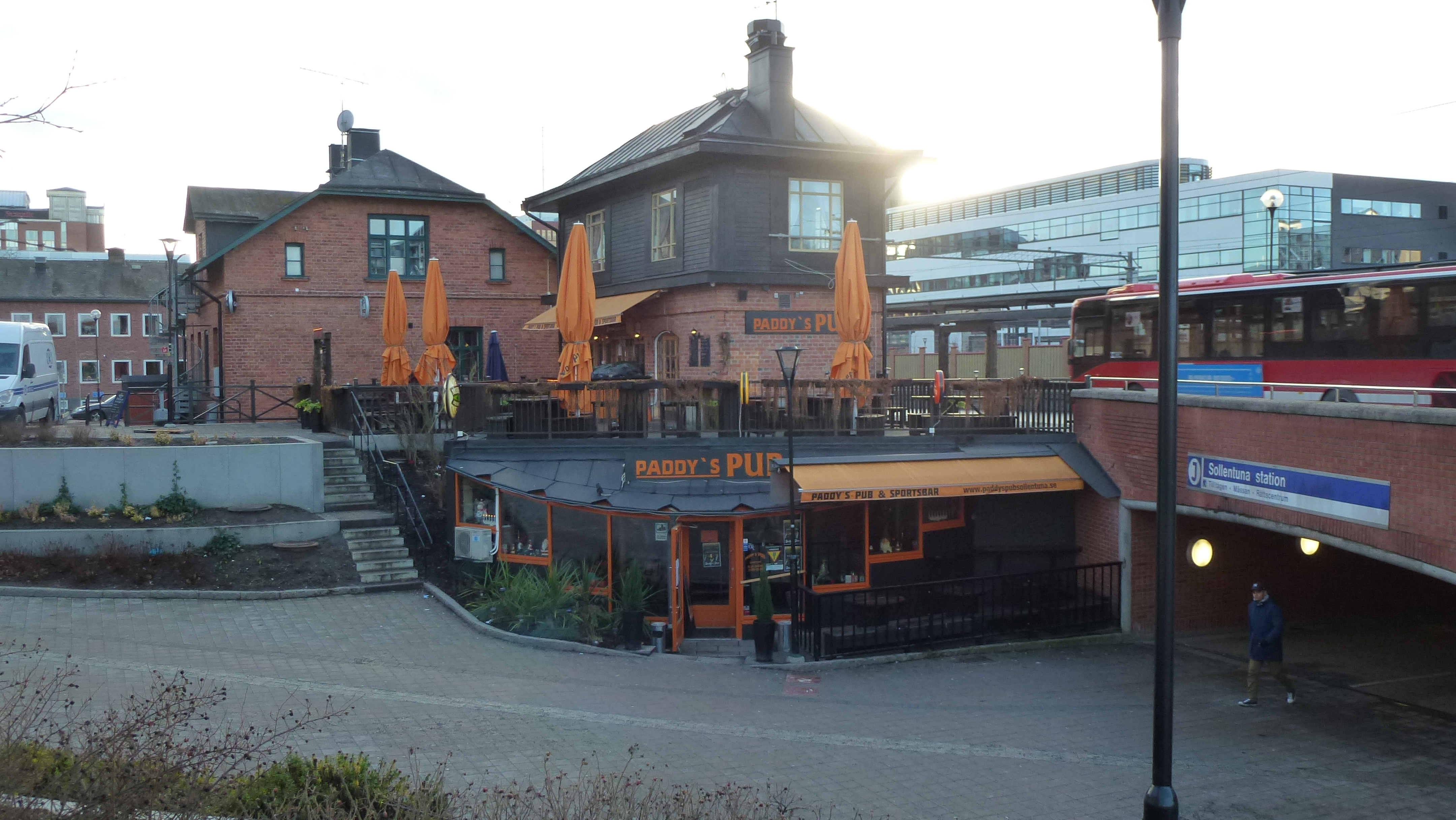
Östra entrén och Paddy´s Pub & Sportbar
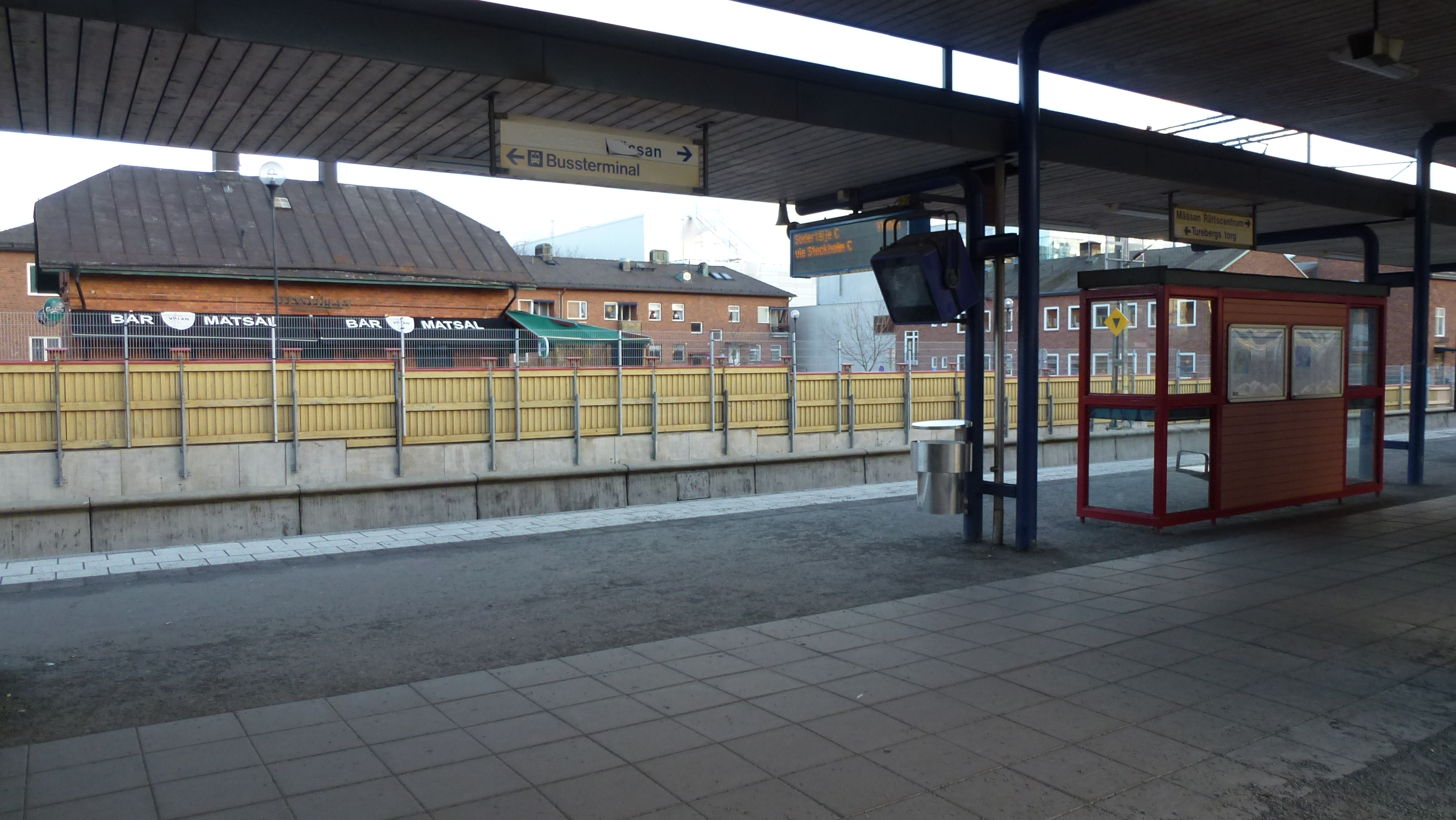
Perrong
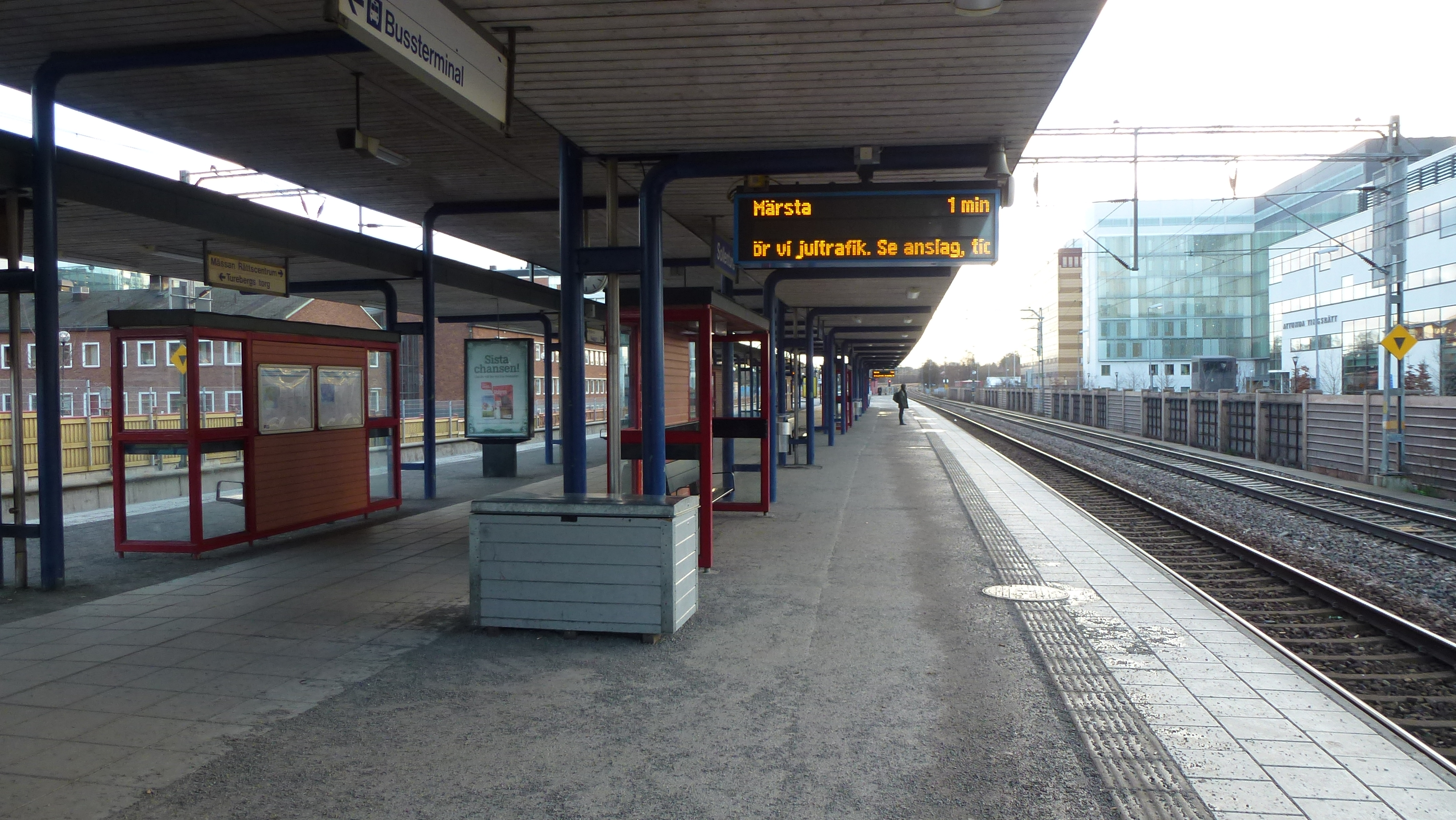
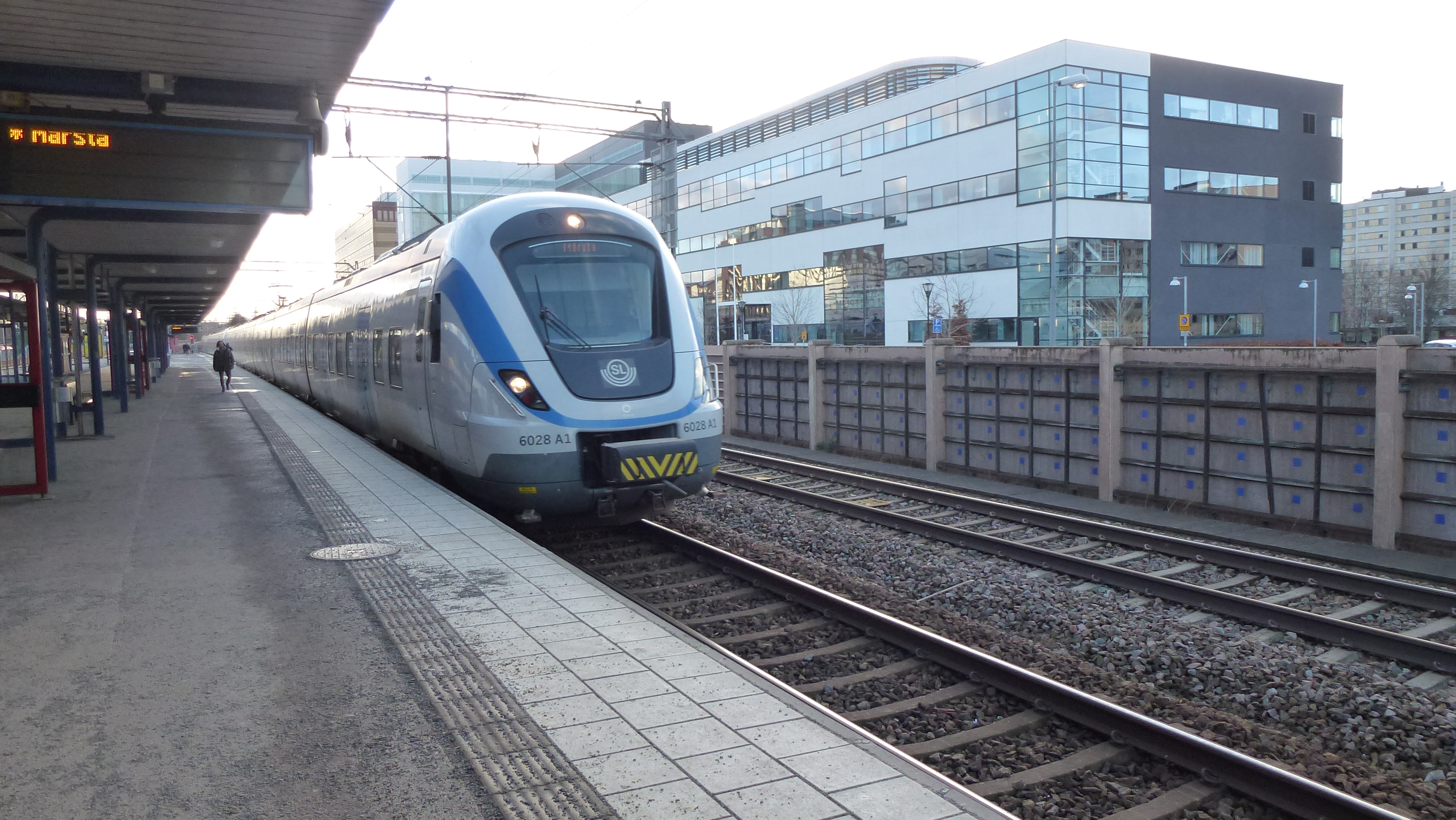
Tåg till Märsta, på höger sida Attunda tingsrätt